# Лисогор, Степан Емельянович
Степан Емельянович Лисогор (укр. Степан Омелянович Лисогор; 1889 — ?) — Георгиевский кавалер. Полковник армии УНР.

## Биография
Родился в городе Верхнеднепровске Екатеринославской губернии (ныне Днепропетровская область, Украина).

### Офицер Русской императорской армии
С марта 1914 служил офицером в 260-м пехотном Брацлавском полку 65-й пехотной дивизии.
Участник Первой мировой войны. В 1916—1917 годах командовал 2-м батальоном 754-го пехотного Тульчинского полка 189-й пехотной дивизии 26-го армейского корпуса. За отличия в боях награжден орденом Святого Георгия IV степени (18 ноября 1917). Последнее звание в Русской императорской армии — штабс-капитан.
Был одним из инициаторов украинизации воинских частей 189-й пехотной дивизии. С ноября 1917 до конца января 1918 — командир 1-го куреня 753-го пехотного Винницкого полка 189-й пехотной дивизии (в этот период полк был украинизирован).

### Офицер армии Украинской народной республики
В декабре 1917 во главе куреня прибыл в Николаев. В 1918 году закончил офицерскую Инструкторскую школу украинской армии. Весной 1919 — командир 1-го куреня 56-го пешего Немировского полка Действующей армии УНР.
Летом 1919 — командир 12-го пешего Немировского полка имени Сирка. С 7 октября 1920 — командир 9-й бригады 3-й Железной стрелковой дивизии Армии УНР. По состоянию на 25 мая 1921 — причислен к штабу 21-го куреня 7-й бригады 3-й Железной стрелковой дивизии.
Участник Второго Зимнего похода 04—19 ноября 1921 года, во время которого командовал 5-м сводным куренём 3-й Железной дивизии. В бою под ст. Чеповичи 11 ноября 1921 получил тяжелое ранение (Степана Лисогора и еще нескольких раненых воинов героически спасла его жена Юзефа Лисогор, которая также принимала участие во Втором Зимнем походе).
С 1923 года жил в эмиграции в Калише.
Дальнейшая судьба неизвестна.